# Hospital Dr. Lucio Córdova
El Hospital Dr. Lucio Córdova es un recinto hospitalario público de mediana complejidad centrado en el tratamiento de enfermedades infecciosas, que forma parte de la red asistencial del Servicio de Salud Metropolitano Sur. Se encuentra ubicado en la Gran Avenida José Miguel Carrera n.º 3204, en la comuna de San Miguel, Santiago, Chile. 

## Historia
En 1933 una epidemia de tifus azotó a Santiago y sus enfermos abarrotaron el Hospital Barros Luco. Debido a esto, Alejandro del Río propuso construir pabellones exclusivos para enfermedades infecciosas, idea que fue retomada por Lucio Córdova, miembro de la Junta Central de Beneficencia.
En 1939 se puso la primera piedra de este Pabellón Modelo para la hospitalización de enfermos infecciosos, anexo al Hospital Barros Luco. La construcción del recinto se demoró en varias ocasiones, hasta que una epidemia de meningococemia impulsó el término del Pabellón de Enfermedades Infecciosas en 1948.
En 1963 el pabellón se erigió como recinto hospitalario independiente adoptando el nombre de Hospital Dr. Lucio Córdova.